# کروچه‌فیه‌سکی
کروچه‌فیه‌سکی (به ایتالیایی: Crocefieschi) یک کومونه در ایتالیا است که در استان جنوا واقع شده‌است.

## خصوصیات
کروچه‌فیه‌سکی ۱۱٫۶ کیلومترمربع مساحت و ۶۰۴ نفر جمعیت دارد و ۷۴۲ متر بالاتر از سطح دریا واقع شده‌است.